# 박주연 (1981년)
박주연(1981년 4월 13일 ~ )은 대한민국의 기자 겸 가수이다.

## 학력
- 2000년 ~ 2004년 광주대학교 언론광고학 학사

## 경력
- 공공미디어 소속 가수(현)
- 공공뉴스  산업부 팀장(현)

## 음반
- 2012년 놀아봐 / 콩콩콩
- 2013년 콩콩콩 (New Version)
- 2015년 내 탓인 것을
- 2018년 고련(顧戀)
- 2022년 친구야

## 수상
- 2014년 제13회 대한민국 전통가요대상 우수 신인상
- 2016년 제14회 대한민국 전통가요대상 우수상
- 2017년 제15회 대한민국 전통가요대상 장려상
- 2020년 제18회 대한민국 전통가요대상 우수상